# Underground (Film)
Underground ist ein 1995 erschienener Film des serbischen Filmemachers Emir Kusturica, der sich auf satirische Weise mit der Geschichte und Gegenwart des damaligen Jugoslawien auseinandersetzt. Die Politgroteske erhielt auf dem Filmfestival von Cannes 1995 die Goldene Palme. Das Drehbuch schrieb Dušan Kovačević.

## Handlung
„Bürgerkrieg – Bruderkrieg“, so der Regisseur. Die Geschichte beginnt im Zweiten Weltkrieg. Eine Gruppe von Partisanen geht nach der Besetzung Jugoslawiens durch die Deutschen buchstäblich in den Untergrund und versteckt sich in einem Bunkerlabyrinth unter dem Stadtgebiet Belgrads. Dort beginnen die Widerstandskämpfer mit dem Bau von Waffen, die der Schwarzmarkthändler Marko an die Kämpfer in der „Oberwelt“ weitervermittelt. Da sich das Ganze als äußerst lukratives Geschäft erweist, „versäumt“ es Marko, der als Industrieller im Staat Titos aufsteigt, die Untergrundkämpfer über das Kriegsende zu informieren, sondern lässt sie mittels inszenierter Hörfunkberichte im Glauben, die Besetzung dauere weiter an. Nach zwanzig Jahren wird Petar Popara, Anführer der Untergrund-Partisanen, allerdings misstrauisch und wagt sich gemeinsam mit seinem Sohn Jovan an die Oberfläche. Dort geraten sie mitten in die Dreharbeiten zu einem Partisanenfilm über Marko und den vermeintlich gefallenen Petar. Im Glauben, es sei noch Krieg, erschießt der echte Petar den Darsteller eines deutschen Leutnants. Bald darauf bricht der Bosnienkrieg aus, wobei der Film eindeutige Parallelen zum Zweiten Weltkrieg aufzeigt.

## Kritiken
Der Film, dessen Geschichte einem Schelmenroman gleicht, machte schnell Furore und sorgte für Aufsehen. Allgemein wurden seine satirischen Talente gelobt. Auch die Filmmusik, komponiert von Goran Bregović, der bereits die Musik zu Kusturicas Filmen Arizona Dream und Die Zeit der Zigeuner geschrieben hatte, trug wesentlich zur Stimmung des Filmes bei.

„Der ausufernde Film versucht, dem Bruderkrieg im ehemaligen Jugoslawien beizukommen, wobei er von zahlreichen genialen Bildeinfällen lebt. Dennoch gelingt es ihm nicht, ein dramaturgisch abgerundetes Bild zu entwerfen: die visuellen Sensationen und die aberwitzigen, grotesken Wendungen wiegen die oberflächliche Personenzeichnung und die mangelhafte Stoffentwicklung letztlich nicht auf. (Für arte wurde eine fünfstündige, auf zwei sowie auf sechs Teile aufgespaltene Fassung des Films erstellt, in welcher sich die Handlungsfäden leichter entwirren lassen sollen.)“

## Vorwürfe zur Finanzierung und Zivilverfahren
Nachdem die Dramatikerin Biljana Srbljanović im März 2001 in der serbischen Wochenzeitung Vreme behauptet hatte, der Film sei von Slobodan Milošević finanziert worden und Kusturica vorwarf, ein unmoralischer Profiteur und Kollaborateur des Regimes zu sein, verklagte Kusturica sie wegen übler Nachrede.
Ein von Vreme in seinen Redaktionsräumen organisierter Vermittlungsversuch scheiterte, da Srbljanović eine öffentliche Entschuldigung verweigerte. Diese Weigerung erhielt sie auch beim ersten Gerichtstermin aufrecht. Im Verlauf des Verfahrens legte Kusturicas Anwalt dar, dass der Film überwiegend von französischen Produktionsfirmen finanziert wurde. Das Gericht verurteilte Srbljanović zu Schadensersatz und legte ihr die Verfahrenskosten auf.

## Auszeichnungen
- 1995: Goldene Palme der Filmfestspiele von Cannes 1995 für den besten Film
- 1996: Prix Lumières für den besten ausländischen Film